# Black Peaks-formatie
De  Black Peaks-formatie is een geologische formatie in de Amerikaanse staat Texas die afzettingen uit het Paleoceen omvat.

## Locatie en ouderdom
De Black Peaks-formatie bevindt zich in Nationaal park Big Bend. Het is afgezet onder tropische of subtropische omstandigheden met droge en natte seizoenen. De formatie bestaat uit drie lagen. De oudste laag dateert uit het Laat-Torrejonian of vroegte Tiffanian. De middelste laag is afgezet in het Vroeg-Tiffanian. De bovenste laag omvat afzettingen uit het Clarkforkian.

## Fauna
De Black Peaks-formatie omvat de zuidelijkste soortenrijke fauna uit het Paleoceen van Noord-Amerika. Er zijn fossielen van 28 geslachten en 29 soorten zoogdieren gevonden in de formatie die behoren tot de Multituberculata, Leptictidae, Apatemyidae, Plesiadapiformes, Taeniodonta, Arctocyonidae, Condylarthra, Pantodonta en Equidae, waaronder bekende taxa als Ptilodus, Plesiadapis, Arctocyon, Phenacodus, Ectocion en Hyracotherium.